# Дружба 3 (квартал на Русе)
Вижте пояснителната страница за други значения на Дружба.
„Дружба 3“ е жилищен комплекс в град Русе, България. На юг граничи с Лозята, на север с квартал „Дружба 1“, на изток с квартал „Чародейка Юг“, на запад с местността „Буйна Яна“ и хълм Левента (195 m). Наблизо е телевизионната кула в Русе. Климатът е умерен и във високите части планински.
В северната част на жк „Дружба 3“, по протежението на ул. „Даме Груев“, има магазини и др. търговски обекти (в това число Пацони (бивш магазин „24 часа“), баничарници, копирни услуги, клон на банка ДСК, поща, амбулатория (кабинет на общопрактикуващи лекари), лаборатория), а в близкия му кв. „Дружба 1“ – магазини Kaufland, Praktis, „Лидл“.
В южната част на „Дружба 3“, между блок 44 и блок 17 са магазин „Пацони“ и Търговски комплекс „Милениум“ (аптека, механа, сладкарница и други магазинчета).
Линии на градския транспорт до жк „Дружба 3“: тролейбуси 13, 24 и 27 и автобуси 28, 23. Тролей 13 свързва квартала с жк „Здравец“, III поликлиника и гара Разпределителна, линии 27 и 28 – с Пантеона, болницата, университета и ЦПЗ-то, а линия 23 – с Дома на културата.